# حاکم جینگ چین
حاکم جینگ از چین (به چینی: 秦景公؛ مرگ ۵۳۷ پ. م)؛ فرمانروای ایالت چین در دودمان ژو از ۵۷۶ پ. م تا ۵۳۷ پ. م بود. ایالت چین در آینده همه کشور چین را یکپارچه ساخت و تبدیل به دودمان چین شد. نام اجدادی او یینگ (嬴) و حاکم جینگ نام پسامرگ او بود. حاکم جینگ جانشین پدرش حاکم هوآن چین شد که در سال ۵۷۷ پ. م درگذشت، شذ.

## سلطنت
در سال ۵۶۲ پ. م، ایالت جین به ایالت ژنگ، که در آن زمان متحد چین و چو بود، حمله کرد. برای کمک به ژنگ، چین در نبرد لی (در یونجی، شانشی امروزی) به جین حمله کرد و آن را شکست داد. 
سه سال بعد، در زمان سلطنت حاکم دائو جین، جین اتحادی متشکل از ۱۳ ایالت را برای حمله به چین رهبری کرد. ارتش متحدین پس از عبور از رودخانه جینگ اردوگاه خود را برپا کردند. چین رودخانه را از بالادست مسموم کرد و بسیاری از سربازان جین و متحدانش را کشت که در نهایت مجبور به عقب نشینی شدند. این رویداد به نبرد چیانیان (迁延之役) معروف است.
در سال ۵۳۷ پ. م، حاکم جینگ پس از ۴۰ سال سلطنت درگذشت. جانشین او پسرش، حاکم آی چین بود.

## آرامگاه
در سال ۱۹۷۶، آرامگاه حاکم جینگ در شهرستان فنگشیانگ در باوژی، استان شاآنشی کشف شد. یونگ، پایتخت دیرینه چین، در فنگشیانگ قرار داشت. باستان‌شناسان ده سال بعد را صرف کاوش در این آرامگاه کردند که بزرگترین مقبره از ۴۳ آرامگاه چین کشف شده در فنگشیانگ بود. این آرامگاه به شکل یک هرم وارونه، به عمق یک ساختمان هشت طبقه و به اندازه یک قصر است. این آرامگاه بزرگترین آرامگاهی است که تاکنون در چین کاوش شده است.
بیش از ۱۸۰ تابوت حاوی ۱۸۶ بقایای انسان در این مقبره یافت شد. که در مراسم قربانی‌کردن انسان کشته شده بودند؛ این مراسم تشییع جنازه، در چین توسط حاکم وو در سال ۶۷۸ پ. م آغاز شد و در و در پایان توسط حاکم شیان در ۳۸۴ پ. م برچیده شد. در این آرامگاه بیشترین تعداد قربانیان قربانی انسانی مربوط به دوره دودمان ژو غربی کشف شده است.